# Черник (град)
Черник (на гръцки: Τζερνίκου) е средновековен град, разположен в днешна средна Албания. Точното му местоположение е неизвестно, като основните хипотези са за планинската област Черменика, североизточно от Елбасан, и за местността Каратопрак, близо до Адриатическо море и южно от река Шкумбини. През Средновековието Черник е център на епархия на Драчката митрополия. За известен период през 11 век е част от Охридската архиепископия.